# بيسبول ستارز 2
بيسبول ستارز 2 (بالإنجليزية: Baseball Stars 2)‏، هي لعبة فيديو يابانية، وهي من تطوير ونشر إس إن كي، عرضت اللعبة على منصة الآركيد سنة 1992، وتم إعادة الإصدار لعدة منصات، ومنها بلاي ستيشن 4 ونينتندو سويتش ومايكروسوفت ويندوز وماكنتوش وسوبر نينتندو إنترتينمنت سيستم.